# جمعيات ومؤسسات المكتبات والمعلومات الإفريقية
تعتبر جمعيات ومؤسسات المكتبات والمعلومات الإفريقية ( AfLIA ) ، التي يشار إليها عادةً باسم AfLIA ،  منظمة دولية غير هادفة للربح مقرها في أكرا ، غانا . الرابطة مسجلة بموجب قوانين غانا كمنظمة غير حكومية . تدار بموجب المبادئ التوجيهية العامة لدستورها ولوائحها الداخلية . ويدير المعهد حاليًا الدكتورة هيلينا أسامواه حسن بصفتها المديرة التنفيذية.

## تاريخ
إنها حقيقة أن الاضطرابات التعليمية والاقتصادية والاجتماعية والسياسية المستمرة تعرقل تقديم خدمات المكتبات والمعلومات في إفريقيا  بينما دور وتأثير قطاع المكتبات والمعلومات الأفريقية (LIS) وموقعه في يتم الاستهانة بأجندة التنمية.
نتيجة لذلك ، أدى تصرف الحكومات وأصحاب المصلحة الرئيسيين إلى إهمال واضح لقطاع المكتبات مما تسبب في العديد من التحديات بما في ذلك ؛ تخفيضات الميزانية والتمويل غير الكافي للمكتبات. بالنظر إلى أن ضرورات التنمية الوطنية والعالمية يتم الدفاع عنها غالبًا من خلال جدول أعمال الأمم المتحدة لعام 2030 ، وجدول أعمال الاتحاد الأفريقي 2063 وجداول أعمال التنمية الوطنية ، كانت هناك حاجة لرابطة المكتبات القارية للقيام بالدعوة الإستراتيجية رفيعة المستوى نيابة عن قطاع مسح أثار الألغام في إفريقيا.
تعمل جمعيات المكتبات القارية كهيئات نمو ودعوة رفيعة المستوى لمهنة المكتبات والمعلومات. وهي تمثل منصات مهمة لمناقشة القضايا وتعزيز قضية قطاع المكتبات والمعلومات على المستوى القاري. في إفريقيا ، تمت رعاية فكرة وجود مثل هذه الرابطة ومناقشتها على نطاق واسع من قبل العديد من المتخصصين في المكتبات والمعلومات الأفارقة البارزين لسنوات عديدة ولكن لم يتم إنشاء واحدة حتى عام 2013.
في مايو 2011 ، عُقد مؤتمر المكتبات القاري لأفريقيا في مولدررسدريفت ، جنوب إفريقيا ، تحت عنوان: مستقبل المكتبات الأفريقية . كانت هذه أول قمة للمكتبات الأفريقية وقد جلبت تحت سقف واحد متخصصين أفارقة في مجال المكتبات والمعلومات. بعد العرض الذي قدمته الدكتورة هيلينا أسامواه-حسن في القمة ، تبع ذلك مناقشة حول الحاجة إلى تشكيل جمعية المكتبات الإفريقية على مستوى القارة والتي ستوفر منصة لمناقشة القضايا وتعزيز قضية قطاع المكتبات والمعلومات في إفريقيا.
بناءً على الإجماع ، تم تكليف قسم الإفلا بأفريقيا بتشكيل لجنة استكشافية كانت مهمتها إجراء دراسة جدوى ، والتشاور على نطاق واسع مع أصحاب المصلحة الرئيسيين في LIS في القارة ، وتقديم تقرير بالنتائج إلى قسم الإفلا إفريقيا. قدمت اللجنة الاستكشافية ، وفقًا للتكليف ، تقريرها إلى قسم الإفلا الأفريقي خلال اجتماع منتصف المدة لقسم الإفلا إفريقيا في فبراير 2013 في أبوجا ، نيجيريا . وشملت نتائج العمل الذي قامت به اللجنة الاستكشافية على سبيل المثال لا الحصر ؛ مسودة دستور AfLIA ، واقتراح اسم الجمعية ، والرؤية ، والرسالة ، وهيكل الحوكمة ، ومعايير العضوية والعضوية ، واللجان ومجموعات العمل المقترحة ، بالإضافة إلى مصادر التمويل لدعم الجمعية.
من بين أمور أخرى ، تم قبول توصية اللجنة بتشكيل جمعيات ومؤسسات المكتبات والمعلومات الأفريقية (AfLIA). بعد ذلك ، تم اختيار لجنة مؤقتة في اجتماع منتصف المدة لقسم الإفلا إفريقيا لإدارة شؤون الجمعية لمدة عامين (2013-2015). يعتبر أعضاء اللجنة المؤقتة بمثابة مجلس الإدارة المؤسس للمنظمة. في وقت لاحق من ذلك العام (5 يوليو 2013) ، تم إطلاق AfLIA رسميًا كجمعية المكتبات في إفريقيا خلال قمة المكتبات الإفريقية الثانية التي استضافتها جامعة جنوب إفريقيا (UNISA) في بريتوريا ، جنوب إفريقيا. في عام 2014 ، بدأ مجلس الإدارة التأسيسي عمليات التحضير لأول انتخابات للمسؤولين والممثلين للجمعية ، والتي جرت في عام 2015.
| موضع                | اسم                         |
| ------------------- | --------------------------- |
| رئيس                | الدكتورة هيلينا اسامواه-حسن |
| سكرتير              | فالنتينا بانرمان            |
| الممثلين الإقليميين |                             |
| افريقيا الوسطى      | عالم جارجة                  |
| شرق افريقيا         | جاسينتا وير                 |
| شمال أفريقيا        | شوقي سالم                   |
| جنوب افريقيا        | الدكتور جون تسيبي           |
| غرب افريقيا         | ماريتو ديوب                 |

خلال قمة المكتبات الأفريقية الثالثة ومؤتمر AfLIA الأول الذي تم تنظيمه في يوليو 2015 في أكرا ، غانا ، عقدت AfLIA أول اجتماع عام للأعضاء. في الاجتماع العام لعام 2015 ، تم تعديل دستور الجمعية ليكون نائب الرئيس والمدير التنفيذي. تمت الموافقة على ذلك وتم افتتاح أول مجلس إدارة منتخب ، والذي تضمن رؤساء الأقسام المختلفة. على الرغم من أن الرابطة تأسست في يوليو 2013 ، فقد تم تسجيلها كمنظمة دولية غير حكومية (NGO) بموجب قوانين غانا في أكتوبر 2014 مع مقرها التشغيلي في أكرا ، غانا.

## عضوية

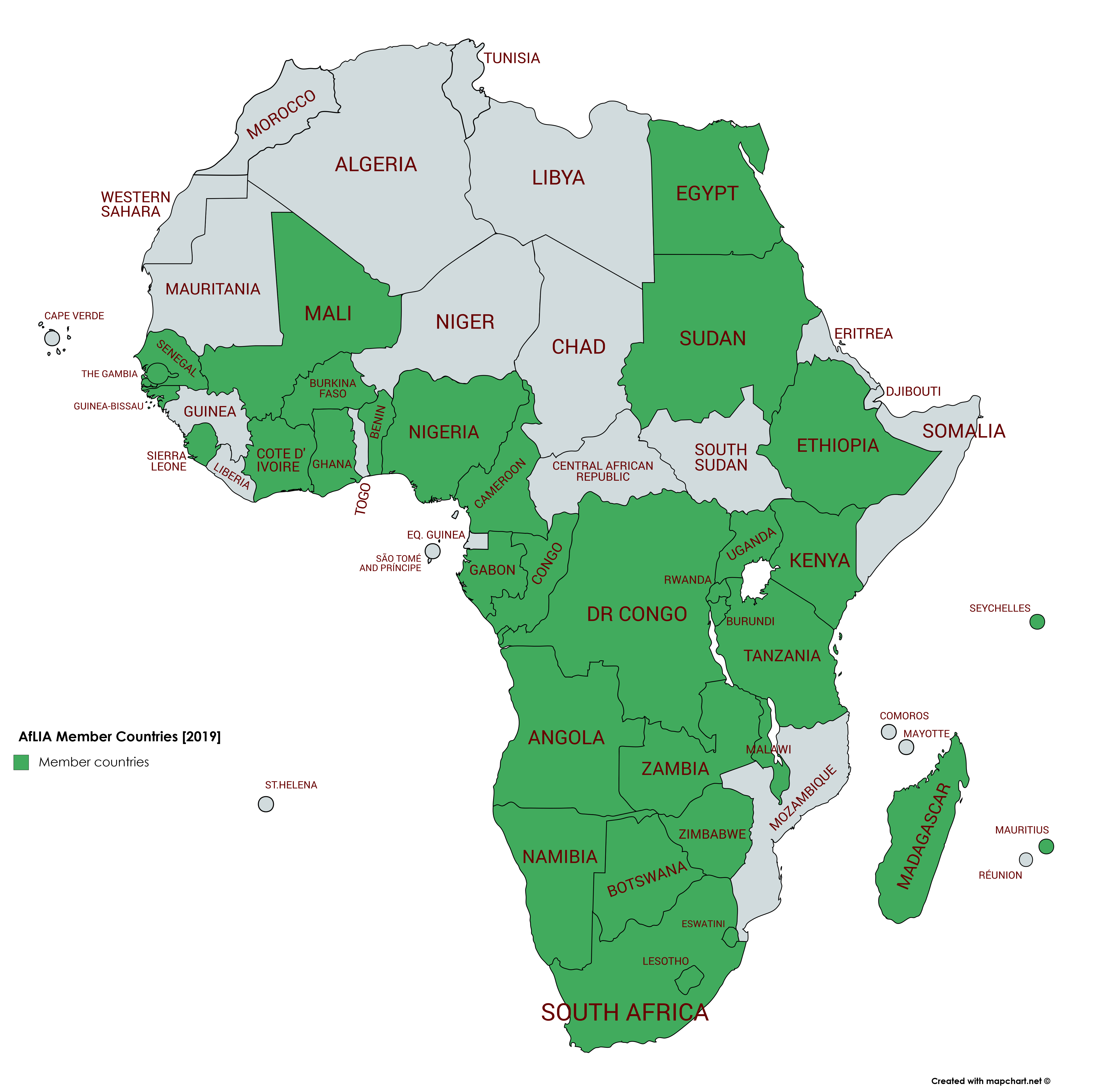

AfLIA هي جمعية تتميز إلى حد كبير بالعضوية المؤسسية. العضوية مفتوحة لأي منظمة ، في إفريقيا والشتات ، مع الاهتمام بقطاع المكتبات والمعلومات الأفريقي. في الوقت الحاضر ، يشمل الأعضاء ؛ جمعيات المكتبات الوطنية ، والمكتبات الوطنية ، والمكتبات الأكاديمية ، والمكتبات العامة ، والمكتبات المجتمعية ، والمكتبات الخاصة ، والمكتبات المدرسية ، واتحادات المكتبات الوطنية ، ومراكز المعلومات والتوثيق ، ومؤسسات تعليم / تدريب المعلومات ، والمكتبات والمعلومات ذات الصلة ، وأصدقاء AfLIA / المكتبات والمكتبات ومؤسسات المكتبات في الشتات وكذلك المؤسسات / المنظمات ذات الصلة بالمكتبات وخدمات المعلومات.
تضم الرابطة في الوقت الحاضر 141 مؤسسة ورابطة عضو  تمتد عبر جميع مناطق إفريقيا الخمسة  وتغطي 32 من أصل 54 دولة أفريقية. هناك أيضًا دليل على وجود مؤسسات مغتربة وعضوية دولية ، ومع ذلك ، فإن هذه الفئة من الأعضاء تشكل أقل من 2٪ من إجمالي العضوية.
من ناحية أخرى ، فإن AfLIA هي أيضًا عضو في الاتحاد الدولي لجمعيات ومؤسسات المكتبات (IFLA) ، وهي هيئة دولية أخرى تمثل مصالح الأشخاص الذين يعتمدون على المكتبات ومحترفي المعلومات.

## الحكم
يتم إدارة AfLIA وفقًا للمبادئ التوجيهية العامة للدستور واللوائح الداخلية. يحكم الاتحاد ويديره مجلس إدارة منتخب ، يتألف من رئيس ونائب رئيس وأمين صندوق ورئيس سابق مباشر وممثلين إقليميين ورؤساء أقسام قائمة وأمانة برئاسة مدير تنفيذي. الاجتماع العام السنوي هو أعلى مستوى للحوكمة واتخاذ القرار في الجمعية. أعضاء مجلس الإدارة لمدة عامين وغالبا ما يتزامن مجلس الإدارة الجديد مع مؤتمر AfLIA الذي يعقد مرة كل سنتين وقمم المكتبات الأفريقية.
الرئيس الحالي لجمعيات ومؤسسات المكتبات والمعلومات الأفريقية هو السيد عليم جارجا. تولى السيد غارغا المنصب من السيد ماندلا نتومبيلا كرئيس لـ AfLIA في يوليو 2021. عمل الدكتور جون تسيبي كأول رئيس منتخب للجمعية من 2015 إلى 2019 وعمل كعضو في مجلس الإدارة كرئيس سابق للرابطة من 2019-2021. منذ يوليو 2015 ، تشغل الدكتورة هيلينا أسامواه حسن منصب المدير التنفيذي لـ AfLIA.
| موضع                                | اسم                         | دولة                       |
| ----------------------------------- | --------------------------- | -------------------------- |
| رئيس                                | السيد ماندلا نتومبيلا       | جنوب أفريقيا               |
| نائب الرئيس                         | السيد عالم جارجة            | الكاميرون                  |
| المدير التنفيذي                     | الدكتورة هيلينا اسامواه-حسن | غانا                       |
| الرئيس السابق                       | الدكتور جون تسيبي           | جنوب أفريقيا               |
| ممثل وسط أفريقيا                    | أ. روزماري شافاك            | الكاميرون                  |
| ممثل شرق افريقيا                    | د. سارة قدو                 | أوغندا                     |
| ممثل شمال افريقيا                   | السيدة رانيا شعراوي         | مصر                        |
| ممثل الجنوب الأفريقي                | السيدة اليزابيث ماثيوس      | ناميبيا                    |
| ممثل غرب أفريقيا                    | الدكتور شينوي أنونوبي       | نيجيريا                    |
| غرب افريقيا الناطقة بالفرنسية       | السيد ماندياي ندياي         | السنغال                    |
| أفريقيا الناطقة بالبرتغالية         | السيد Iaguba Djalo          | غينيا بيساو                |
| رئيس قسم المكتبات الوطنية           | السيدة سارة نيجومبو         | ناميبيا                    |
| رئيس قسم المكتبات الأكاديمية        | السيدة نياراي شيباندا       | زيمبابوي                   |
| رئيس قسم المكتبات العامة والمجتمعية | السيدة نعمت عبد الرحيم      | نيجيريا                    |
| رئيس اتحاد المكتبات                 | السيدة سيسيل كوليبالي       | كوت ديفوار                 |
| رئيس قسم جمعيات المكتبات الوطنية    | السيدة كومفورت أساري        | غانا                       |
| كرسي تعليم المكتبات والتدريب        | الدكتور أيوديلي ألونج       | نيجيريا                    |
| رئيس قسم المكتبات النيابية          | السيدة شاما مفولا           | زامبيا                     |
| رئيس قسم الإفلا أفريقيا (مختار)     | السيدة نتابيسينغ كوتسوكوان  | جنوب أفريقيا               |
| الأفارقة في الشتات                  | أ. اسماعيل عبدالله          | الولايات المتحدة الأمريكية |
| سكرتير المجلس                       | السيدة دورين أبياه          | غانا                       |

| اسم                   | فترة                  |
| --------------------- | --------------------- |
| الدكتور جون تسيبي     | 2015 - 2019           |
| السيد ماندلا نتومبيلا | 2019 - 2021           |
| السيد عالم جارجا      | 2021 حتى الوقت الحاضر |

## أقسام نوع المكتبة
يوجد حاليًا سبعة أقسام في AfLIA. يتم انتخاب المديرين التنفيذيين للأقسام من قبل أعضاء الأقسام كل عامين. يصبح رؤساء الأقسام أعضاء تلقائيين في مجلس الإدارة.

## البرامج والأنشطة الاستراتيجية
الغرض الرسمي ، وفقًا للمنظمة ، هو " تمكين مجتمع المكتبات والمعلومات من الترويج الفعال لأجندة التنمية الأفريقية من خلال الخدمات الديناميكية التي تغير سبل العيش".  تدار برامج وأنشطة المنظمة من قبل الأمانة العامة بالتعاون مع مختلف الأقسام واللجان (الداخلية) وكذلك الشركاء الاستراتيجيين.

### المؤتمرات واجتماعات المائدة المستديرة

#### مؤتمرات AfLIA وقمم المكتبات الأفريقية
تعقد AfLIA مؤتمر المكتبة هذا كل عامين. عادة ما يتم دبلجة المؤتمرات. المؤتمر الأفريقي التاسع لقمة المكتبات الأفريقية وقمة المكتبات الإفريقية التي تُعقد غالبًا بين مايو ويوليو في الدول الأعضاء بالتناوب. كان أحدث مؤتمر هو مؤتمر AfLIA الثالث وقمة المكتبات الأفريقية الخامسة ، التي عُقدت في الفترة من 21 إلى 24 مايو 2019 في نيروبي ، كينيا. ومن المتوقع أن يُعقد المؤتمر القادم ، المؤتمر الرابع لأفليا والقمة الإفريقية السادسة للمكتبات ، في عام 2019 في أكرا ، غانا ، وفقًا للمنظمة. يشتمل المؤتمر عادةً على أنشطة مثل ورش العمل والندوات السابقة للمؤتمر ، والورق ، والملصقات ، والعروض التقديمية الحوارية ، والمعارض ، وجلسات الجوائز والتكريم ، والليالي الثقافية وغيرها من الجلسات المنفصلة لأقسام الجمعية للقاء. كان نائب رئيس كينيا ، السيد وليام ساموي روتو ، ضيف الشرف الخاص في الليلة الثقافية لمؤتمر 2019. كما تعقد الجمعية اجتماعها العام واجتماعات مجلس الإدارة خلال هذه المؤتمرات. تتميز مؤتمرات AfLIA بكونها واحدة من أكبر المؤتمرات المهنية التي يتم تنظيمها في القارة ، وعادة ما تستقطب المتخصصين في المكتبات والمعلومات ، بما في ذلك العارضين بشكل رئيسي من إفريقيا وأجزاء أخرى من العالم.

#### قمم المكتبات العامة الأفريقية
مؤتمرات القمة الإفريقية للمكتبات العامة هي عبارة عن اجتماعات على مستوى القارة لقادة المكتبات العامة وصناع السياسات في إفريقيا. على عكس مؤتمر AfLIA وقمم المكتبات الأفريقية التي تستهدف جميع فئات المتخصصين في LIS ، يتم تنظيم مؤتمرات القمة الأفريقية للمكتبات العامة مع التركيز على أمناء المكتبات والمديرين من مساحة المكتبات العامة في جميع أنحاء إفريقيا. تم عقد المؤتمرات بتمويل من مؤسسة Bill and Melinda Gates من خلال مبادرة المكتبات العالمية ،  لتكون بمثابة منصة لمناقشة فرص إنشاء مكتبات ناجحة في القرن الحادي والعشرين تساهم في أولويات التنمية للمجتمعات والبلدان الأفريقية الأفريقية. القارة.
انعقدت أول قمة أفريقية للمكتبات العامة في جوهانسبرج في عام 2012 ، واستضافتها جامعة جنوب إفريقيا  تشير الأدلة إلى أن القمة الأولى لم يتم تنظيمها تحت رعاية AfLIA ، حيث لم يتم إنشاء الرابطة كما في بعد ذلك ، تم تنظيم القمتين الإفريقيين الثاني والثالث للمكتبة العامة اللتين عقدتا في إزولويني ، إيسواتيني ( سوازيلاند سابقًا) ، في عام 2016 وديربان ، جنوب إفريقيا ، في عام 2018 على التوالي ، من قبل AfLIA. منذ أن انتهت مبادرة المكتبات العالمية في نهاية عام 2018 ،  من غير المعروف متى وأين ستُعقد القمة الأفريقية للمكتبات العامة القادمة.

#### مؤتمر المائدة المستديرة للوزراء الأفارقة المسؤولين عن المكتبات
في عام 2015 ، أطلقت الرابطة منصة دعوة تهدف إلى التأكيد على دور المكتبات في اكتساب المعرفة وتطوير التعليم ودراسة التقدم الذي أحرزته الحكومات الأفريقية نحو قطاع المكتبات. يهدف المؤتمر أيضًا إلى توفير القيادة والإرشاد حول كيفية دمج الحكومات الأفريقية للمكتبات في خطط التنمية الوطنية الخاصة بهم وكذلك حماية تخصيص الموارد لتحقيق أهدافهم.
يستهدف مؤتمر المائدة المستديرة للوزراء الأفارقة المسؤولين عن المكتبات (يشار إليه ببساطة باسم اجتماع وزراء المكتبات) ومناسبات حضور الوزراء الأفارقة و / أو الوزارات التي يقع تقديم خدمات المكتبات والمعلومات ضمن اختصاصها ، بالإضافة إلى مديري المكتبات الوطنية أو أمناء المكتبات الوطنية. غالبًا ما يتم تنظيم المؤتمرات كجهد تعاوني بين الوزارة الحكومية المسؤولة عن المكتبات ، عبر المكتبة الوطنية أو هيئة المكتبات المعتمدة في البلد المضيف ، وجمعيات ومؤسسات المكتبات والمعلومات الأفريقية (AfLIA).
حتى الآن ، تم تنظيم ثلاثة اجتماعات لوزراء المكتبات ، خلال عامي 2017 و 2018. عُقد آخر اجتماع لوزراء المكتبات في أكتوبر 2019 في أكرا ، غانا  وتم تمثيل المؤتمر من قبل الوزراء ونواب الوزراء والممثلين أو المندوبين ومديري المكتبات الوطنية من 25 دولة أفريقية.
أحد المعالم الرئيسية لاجتماعات وزير المكتبة هو أن الوزراء المضيفين ، وهم رؤساء افتراضيون للجنة الوزراء ، يقومون بإصدار وثيقة أذن بها الوزراء المشاركون بعد مداولاتهم ، والتي تحدث في جلسة مغلقة. هذه البيانات بمثابة مؤشر موثق على الالتزام المستمر للوزراء الأفارقة المشاركين تجاه تطوير قطاع المكتبات في بلدانهم. ولد اجتماع وزراء المكتبة في عام 2015 إعلان كيب تاون . ولد اجتماع وزراء المكتبة في عام 2018 بيان ديربان. ولد اجتماع وزراء المكتبة في عام 2019 إعلان أكرا.

### القيادة والبرامج المهنية المستمرة
القيادة جزء لا يتجزأ من نجاح كل منظمة. تنفذ AfLIA ثلاثة برامج رئيسية للقيادة والتطوير المهني المستمر وهي INELI-SSAf و AfLAc و IYALI.

#### الشبكة الدولية لمبتكري المكتبات الناشئين (INELI) - SSAf
INELI هو برنامج تعليمي مدمج تم تمويله في البداية من قبل مؤسسة Bill and Melinda Gates من خلال مبادرة المكتبات العالمية. تم إنشاء البرنامج لتسهيل تحويل المكتبات العامة إلى محركات للتنمية من خلال دعم أمناء المكتبات العامة القادمين لتطوير خدمات مبتكرة لصالح مجتمعاتهم. تدير AfLIA تنفيذ برنامج INELI لأفريقيا جنوب الصحراء الكبرى . يركز البرنامج على تعزيز شبكات قوية من قادة المكتبات الناشئين في إفريقيا الذين طوروا معارفهم ومواقفهم ومهاراتهم للقيادة من خلال مجموعة متنوعة من بيئات التعلم والشبكات. يوفر البرنامج للمشاركين دورات التعلم الإلكتروني عبر منصة موودل .
بالإضافة إلى ذلك ، يجتمع المشاركون في ورش عمل تدريبية خلال مؤتمرات AfLIA السابقة ويتوقع منهم تنفيذ مشاريع مجتمعية بنجاح قبل التخرج. تم تدريب مجموعتين حتى الآن. تم الإبلاغ عن أن المجموعة الأولى قد تم تسجيلها في عام 2016 وخرجت من البرنامج في عام 2018. ضمت المجموعة الأولى 32 مشاركا من 14 دولة أفريقية. وفقًا لـ AfLIA ، تتكون المجموعة الثانية من 34 مشاركًا من 10 دول أفريقية.

#### أكاديمية AfLIA للقيادة - AfLAc
يوفر هذا البرنامج تدريبًا أثناء الخدمة لبناء قدرات مديري المكتبات من المستوى المتوسط لإدارة المكتبات بفعالية في هذا العصر الديناميكي للتكنولوجيا والمعلومات. تم تطوير برنامج AfLAc بالشراكة مع جمعية المكتبات العامة (PLA) ، الولايات المتحدة الأمريكية ، وتم تصميمه على غرار أكاديمية القيادة في جيش التحرير الشعبى الصينى. يتم توفير التدريب من خلال نهج التعلم المدمج ، ويهدف إلى سد الفجوة بين إدارة المجموعات وربطها ، من ناحية ، بالمجتمعات ، ومن ناحية أخرى ، جعل المكتبات مراكز حيوية للمجتمعات ، تجمع بين الأشخاص والمعلومات والخدمات . تمكّن الأكاديمية قادة المكتبات من اكتشاف كيف يمكنهم المساهمة في بناء مجتمعاتهم ، وتشكيل شراكات مع المنظمات غير المكتبية ، وتطوير خدمات شاملة تؤثر على الحياة اليومية لمستخدمي المكتبة والمجتمعات.
إلى جانب التدريب عبر الإنترنت ، يجتمع المشاركون في البرنامج بشكل دوري في ورش عمل تدريبية خلال المؤتمرات السابقة للجمعية ويتوقع منهم الشروع في مشاريع مجتمعية بناءً على مشكلة محلية محددة. قرب نهاية البرنامج ، يبدأ المشاركون في برنامج التبادل المهني للولايات المتحدة الأمريكية ( شيكاغو في 2019  وناشفيل في 2020  ).
تنضم مجموعات AfLAc إلى مجموعات أكاديمية القيادة لجيش التحرير الشعبى الصينى للدورات التدريبية النهائية ، والبدء في زيارات المكتبة والمشاركة في بعض جلسات مؤتمرات جيش التحرير الشعبى الصينى. غالبًا ما تتم احتفالات التخرج للمشاركين في أكاديمية AfLIA للقيادة أثناء برنامج التبادل. تم تدريب مجموعتين حتى الآن  وهناك دعوة للفوج الثالث جارية ، وفقًا للمنظمة. قبل عام 2020 ، كان برنامج AfLAc يستهدف أمناء المكتبات العامة والمجتمعية ، ومع ذلك ، فقد تم تعديل البرنامج مؤخرًا لاستهداف أمناء المكتبات الأفارقة من جميع أنواع المكتبات.

#### مبادرة لمبدعي المكتبات الأفريقيين الشباب - IYALI
هذا برنامج مشترك لبناء القدرات من قبل AfLIA ، والاتحاد الدولي لجمعيات المكتبات (IFLA) ، والمعلومات الإلكترونية للمكتبات (EIFL) ، ولكن تدار من قبل EIFL. يربط IYALI أمناء المكتبات الشباب بأقرانهم في أماكن أخرى في إفريقيا ، وكذلك في البلدان التي تمر بمرحلة انتقالية والبلدان النامية ، مما يمنحهم الفرصة للتعلم من بعضهم البعض ، وتوسيع آفاقهم ، واكتساب أفكار جديدة وإنشاء شبكة لدعم بعضهم البعض. لا يعد مستوى الفرد في سلم الإدارة معيارًا للأهلية طالما كان شابًا. ومع ذلك ، لا يبدو أن هناك أي تعريف محدد لمن يتم تأهيله كأمين مكتبة شاب.
الهدف الرئيسي هو تمكين أمناء المكتبات الأفارقة الشباب والمتطلعون إلى الأمام مع القدرة القيادية لاحتضان وتعيين وتحقيق التوقعات الطموحة لخدمات المكتبة المبتكرة. تساهم هذه الخدمات في التنمية المستدامة وتزود المكتبيين بالثقة والرؤية لمواصلة تحويل خدمات المكتبات ، مما يضمن تطور المكتبات في جميع أنحاء إفريقيا باستمرار لتلبية الاحتياجات الفردية والمجتمعية.

## شركاء
AfLIA في شراكة مع العديد من المنظمات بعضها مدرج أدناه.
- الاتحاد الأفريقي [79]
- مكتبة الإسكندرية ، جمهورية مصر العربية [80]
- معهد تشارترد لمتخصصي المكتبات والمعلومات (CILIP) [81]
- المكتب الأوروبي لجمعيات المكتبات والمعلومات والتوثيق (EBLIDA) [82]
- الاتحاد الدولي لجمعيات ومؤسسات المكتبات (IFLA) [83]
- SAIDE و OER Africa [84]
- جمعية المكتبات العامة (PLA) التابعة لرابطة المكتبات الأمريكية [85]
- مجموعة التكنولوجيا والتغيير الاجتماعي (TASCHA) ، جامعة واشنطن .[86]
- مكتبة ويكيبيديا [87]
- المنظمة العالمية للملكية الفكرية (الويبو) [88]
- تحالف النشر العلمي والموارد الأكاديمية - SPARC Africa [89]

## المنشورات
- البيانات والبيانات الصادرة عن AfLIA - تتضمن بيانات حول محو الأمية الدولية من أجل التنمية ؛ حرية المعلومات؛ حرية الوصول إلى المعلومات وحرية التعبير ، إعلان كيب تاون ، بيان ديربان وإعلان أكرا ، EIFL ، AfLIA & IFLA دعوة مشتركة لملاوي لتبني روح معاهدة مراكش .
- تقارير AfLIA الاحترافية - تشمل منشورات مثل كيف تساهم المكتبات الأفريقية في أجندة الاتحاد الأفريقي 2063 .

## روابط خارجية
- الموقع الرسمي

قالب:Africa